# Вилар-де-Ломба
Вилар-де-Ломба (порт. Vilar de Lomba)  —  населённый пункт и район в Португалии,  входит в округ Браганса. Является составной частью муниципалитета  Виньяйш. По старому административному делению входил в провинцию Траз-уж-Монтиш и Алту-Дору. Входит в экономико-статистический  субрегион Алту-Траз-уш-Монтеш, который входит в Северный регион. Население составляет 205 человек на 2001 год. Занимает площадь 22,03 км².
Покровителем района считается Андрей Первозванный (порт. Santo André). 